# Подгаецкий, Владимир Яковлевич
Владимир Яковлевич Подгаецкий (24 июля 1889, Каменец-Подольский — 3 ноября 1937, Сандармох) — украинский общественный и политический деятель, ученый-гигиенист, профессор. Член Украинской Центральной рады.

## Биография
Родился в Каменец-Подольском в семье педагогов. Отец, Яков Павлович Подгаецкий, по данным 1895 года, был учителем Каменец-Подольского двухклассного городского училища. Мать, Анна Адамовна Подгаецкая (урожденная Гладыш), тогда же была владелицей частного начального училища, предназначенного для детей обоего пола, без различия вероисповедания.
Вскоре семья переехала в Острогожск (ныне Воронежская область), где в 1908 году Владимир окончил гимназию.
Высшее образование получил на медицинском факультете Харьковского университета, затем учился в Дерпте и Санкт-Петербурге.
В 1913—1917 годах работал врачом на Дальнем Востоке.
Был членом Украинской Центральной рады.
В 1923—1929 годах — работал заведующим кафедрой профессиональной гигиены Киевского медицинского института, директором Института физической культуры, старшим научным сотрудником Всеукраинской академии наук.
Научная деятельность Подгаецкого была направлена на изучение проблем гигиены труда в сельском хозяйстве, на промышленных предприятиях Киева и механизма возникновения усталости.
Он является автором первого на Украине учебника «Гигиена труда» (Киев, 1929 год), первых учебных планов и рабочих программ по гигиене труда, курса лекций и методических разработок к практическим занятиям по этой дисциплине.
Арестован 19 октября 1929 года. Приговором особого состава Верховного суда СССР от 19 апреля 1930 года за участие в деятельности контрреволюционной организации «Союз освобождения Украины» приговорен к 8 годам лишения свободы с поражением в правах сроком на 3 года.
Во время отбывания наказания 9 октября 1937 года тройкой УНКВД приговорен к расстрелу. Расстрелян 3 ноября в урочище Сандормох (Карельская АССР).
Реабилитирован в 1989 году постановлением Пленума Верховного Совета УССР.